# Vernon L. Smith
Vernon Lomax Smith (né à Wichita, Kansas, le 1er janvier 1927) est professeur d'économie du droit à l'Université George Mason en Virginie, chargé de recherche à l'Interdisciplinary Center for Economic Science, et fellow du Mercatus Center d'Arlington, en Virginie.
En 2002, il a reçu le Prix de la Banque de Suède pour avoir instauré les expériences de laboratoire comme outil d'analyse économique empirique, en particulier pour l'étude de mécanismes de marché alternatifs.

## Biographie
Il a fait ses études secondaires à la Wichita North High School, dont il est sorti diplômé en 1944 pour étudier à la Friends' University. En 1949 il a obtenu une licence d'ingénieur électricien au Caltech ; en 1952 il obtenait une maîtrise d'économie de l'Université du Kansas, et en 1955 un doctorat en économie de l'Université Harvard.
Vernon Smith a d'abord enseigné à la Krannert School de Purdue University, où il est resté de 1955 à 1967, obtenant le rang de professeur titulaire. C'est là qu'il a commencé ses travaux en économie expérimentale. Telle que Vernon Smith la décrit : 
« 
Lors du semestre d'automne de 1955, j'enseignais les principes de l'économie politique, et j'ai trouvé que c'était un défi que de faire comprendre la théorie microéconomique de base aux étudiants. Pourquoi, et comment, un marché ferait-il pour s'approcher d'un équilibre concurrentiel ? J'ai résolu que lors du premier cours du semestre suivant, j'organiserais une expérience de marché qui donnerait aux étudiants une occasion de se plonger dans un marché pour de vrai, et qui me donnerait à moi l'occasion d'en observer un où je connaîtrais ses déterminants supposés de l'offre et de la demande alors qu'eux ne les connaîtraient pas.
 »
Vernon Smith a aussi enseigné de 1961 à 1962 comme Professeur associé, et invité, à l'Université Stanford, et c'est là qu'il est entré en contact avec Sydney Siegel qui faisait lui aussi des expériences en économie.
Puis, en 1967, il a déménagé avec sa famille dans le Massachusetts, où il a d'abord enseigné à Brown University (1967-1968) puis à l'University of Massachusetts (1968-1972). 
Vernon Smith a aussi eu des postes au Center for Advanced Study in the Behavioral Sciences (1972-1973) et à Caltech (1974-1975).
De 1976 à 2002, Il est passé à l’University of Arizona, où il a fait les recherches qui lui ont valu le « Prix Nobel » d'économie. Il a signé ou cosigné plus de 200 articles et ouvrages sur la théorie du capital, la finance, l'économie des « ressources naturelles » et l'économie expérimentale.
En 2002, Vernon Smith a reçu le Prix de la Banque de Suède en sciences économiques en mémoire d'Alfred Nobel (« Prix Nobel » d'économie). Comme Thomas Schelling, autre « Prix Nobel » d'économie, il a participé comme expert à la rédaction du Consensus de Copenhague.
En février 2005, Vernon Smith a affirmé être atteint du syndrome d'Asperger, qui entre dans la définition des symptômes de l'autisme.

## Travaux académiques
À Caltech, Charles Plott encourage Smith à formaliser la méthodologie de l'économie expérimentale ce que ce dernier réalise dans deux articles publiés par l'American Economic Review. En 1976, l'article "Experimental Economics: Induced Value Theory" présente pour la première fois l'articulation du principe qui soutend les expérimentations économiques.
six ans plus tard, dans  "Microeconomic Systems as an Experimental Science," il étend ces principes. Dans cette contribution, il adapte les principes de la Théorie des mécanismes d'incitation développée par Leonid Hurwicz, de façon à développer les expériences économiques. 
Dans la formulation d'Hurwicz un système microéconomique se compose d'un environnement économique, d'institution  microéconomiques (ou mécanisme économique) et d'un résultat économique. L'environnement économique est formé simplement des préférences économiques des gens et des capabilités de production économique des firmes. L'idée clé dans cette formulation est que le résultat économique peut-être affecté par les institutions économiques.  
La théorie des mécanismes d'incitation fournit un moyen formel pour tester la performance d'une institution économique et l'économie expérimentale, comme développée par Smith, fournit un moyen formel d'estimation de la performance des institutions économiques. La seconde contribution majeure de ce papier est la technique des valeurs induites, une méthode utilisée des expériences de laboratoire contrôlées en économie, science politique et psychologie qui permet aux économistes expérimentaux de créer une réplique du marché en laboratoire. Il est dit dans une expérience aux sujets qu'ils peuvent produire une bien à un certain coût puis le vendre. Les vendeurs gagne la différence entre le prix de vente et les coûts de production. Il est dit aux acheteurs que le bien a une valeur pour eux quand il le consomme et qu'ils gagne la différence entre la valeur du bien pour eux et son prix. En utilisant cette technique, Smith et ses co-auteurs ont examiné les performances de mécanique d'échange alternatifs dans l'allocation des ressources.

## Interventions politiques (pétitions)
En janvier 2009, Smith a signé une pétition s'opposant au passage du  
Plan de relance économique des États-Unis de 2009. En 2010, une étude de l'Econ Journal Watch montre que Smith est un des signataires les plus actifs des pétitions parmi les économistes américains.

## Œuvres
- Steven D. Gjerstad et Vernon L. Smith, Rethinking Housing Bubbles, New York, Cambridge University Press, 2014, 296 p. (ISBN 978-0-521-19809-7, lire en ligne)
- Steven Gjerstad et Vernon L. Smith, The 4% Solution: Unleashing the Economic Growth America Needs, New York, Crown Business, 2012, 345–377 p. (ISBN 9780307986146), « At Home in the Great Recession »
- Steven D. Gjerstad et Vernon L. Smith, « Balance Sheet Crises: Causes, Consequences, and Responses », Cato Journal, vol. 33, no 3,‎ 2013, p. 437–470 (lire en ligne, consulté le 21 octobre 2017)
- Plott, Charles R., and Vernon L. Smith, ed. (2008). Handbook of Experimental Economics Results, v. 1, Elsevier.
- Stephen J. Rassenti, Smith, Vernon L. et Bulfin, Robert L., « A Combinatorial Auction Mechanism for Airport Time Slot Allocation », Bell Journal of Economics, vol. 13, no 2,‎ 1982, p. 402–417 (DOI 10.2307/3003463, JSTOR 3003463, lire en ligne)
- Vernon L. Smith, « An Experimental Study of Competitive Market Behavior », Journal of Political Economy, vol. 70, no 2,‎ 1962, p. 111–137 (DOI 10.1086/258609, JSTOR 1861810)
- _____ (1976). « Experimental Economics: Induced Value Theory », American Economic Review, vol. 66, no 2,‎ 1976, p. 274–279

- _____ (1982). « Microeconomic Systems as an Experimental Science », American Economic Review, vol. 72, no 5,‎ 1982, p. 923–955 (lire en ligne)
- _____ (1991). Papers in Experimental Economics [1962–88],  Cambridge. Description and chapter-preview links.
- _____ (2000). Bargaining and Market Behavior: Essays in Experimental Economics [1990–98], Cambridge. Description and chapter-preview links.
- _____ (2003). Vernon L. Smith, « Constructivist and Ecological Rationality in Economics », American Economic Review, vol. 93, no 3,‎ 2003, p. 465–508 (DOI 10.1257/000282803322156954, CiteSeerx 10.1.1.501.5291, lire en ligne)
- _____ ([1987] 2008a). "experimental methods in economics." The New Palgrave Dictionary of Economics, 2nd Edition, Abstract.
- _____ (2008b). "experimental economics," The New Palgrave Dictionary of Economics, 2nd Edition, Abstract.
- Arlington W. Williams, John O. Ledyard, Steven Gjerstad et Vernon L. Smith, « Concurrent Trading in Two Experimental Markets with Demand Interdependence », Economic Theory, vol. 16, no 3,‎ 2000, p. 511–528 (DOI 10.1007/s001990050002, JSTOR 25055346, CiteSeerx 10.1.1.22.1763) Reprinted in Timothy N. Cason and Charles Noussair, ed. (2001), Advances in Experimental Markets, pp. 15– 32.